# Liste von Begriffen des Drogenkonsums
Die Liste von Begriffen des Drogenkonsums enthält umgangssprachliche und subkulturelle Begriffe des Konsums legaler und illegaler Stimulanzien. Entsprechende Artikel finden sich in der Kategorie:Drogenkonsum und Kategorie:Alkoholkonsum.

## Glossar

### A
- Abstinenz = Enthaltsamkeit vom Drogenkonsum.
- Absturz = übertriebener Drogenkonsum bis zum Unwohlsein
- Acid = LSD
- Afterglow = Stunden oder Tage nach einer Psychedelika-Erfahrung wie mit LSD oder Psilocybin, nach denen die Wirkung positiv nachhallt
- Affe(n) = Entzugssyndrom von Drogen (meist Opioide, v. a. Heroin und Alkohol)[1]
- Alki = Alkoholiker
- Angel Dust = Engelsstaub, Szenename für Phencyclidin kurz PCP
- Anschaffen = Prostitution, oft das Beschaffen von Geld für Heroin, dann meist durch Straßenprostitution
- Asco = Ascorbinsäure (chemische Bezeichnung für Vitamin C; Beimischung zur Erhöhung der Löslichkeit von Heroin in Wasser)
- Auf Sendung sein = unter dem Einfluss von chemischen Drogen stehen (meist sind Amphetamine oder MDMA bzw. Ecstasy gemeint)
- auf ex (trinken o. Ä.) = ein alkoholisches Getränk in einem Zug leeren, ohne abzusetzen

### B
- Badesalz = Tarnname für synthetische Cathinone[2] wie Methylendioxypyrovaleron (MDPV)
- Bad Pill = Böse Pille, Ecstasy-Pillen mit gefährlichen Inhaltsstoffen, siehe Drug-Checking
- Bad Trip = Schlechter Drogen-Trip (meist Halluzinogen-Trip)
- Bad Vibes = negative empathische Schwingungen, „sich breit machende schlechte Stimmung“
- Bag, Baggie, Pack = Tütchen mit abgewogener Menge einer Droge
- Ballern = Spritzen (von Heroin), nasaler Amphetaminkonsum oder deren Wirkung (etwas „ballert“)
- Basen = die wirksamen Kokainbasen mit Ammoniak extrahieren und rauchen
- (einen) Bauen = Drehen eines Joints
- Benzos = Benzodiazepine, wie etwa Diazepam oder Lorazepam
- Berliner Tinke = Vorgängersubstanz des Heroins auf dem deutschen Schwarzmarkt
- Beschaffungsprostitution = Prostitution, die der Finanzierung des Drogenkonsums dient
- Bhang = traditionelle Hanfzubereitung, die unter anderem in hinduistischen Religionsritualen Verwendung findet
- Bicycle Day = „Fahrradtag“ (19. April 1943): Der Tag gilt heute als Zeitpunkt der Entdeckung der psychoaktiven Eigenschaften des LSD. Der Jahrestag wird von popkulturellen LSD-Anhängern als Bicycle Day gefeiert, da der Entdecker Albert Hofmann am Beginn seines bewusst induzierten Rauscherlebnisses mit dem Fahrrad nach Hause fuhr.
- Bidi, Beedi = indische Zigarette, fast vollständig aus Tabak bestehend
- Bierbong = Vorrichtung, die dazu dient, eine größere Biermenge in kurzer Zeit zu konsumieren
- Blotter = engl. für Löschblatt, der wichtigsten Trägerform für LSD und manche andere hochpotente Drogen
- Blubber = siehe Bong
- Blubbern = Cannabis mit einer Bong rauchen
- Blunt = Zigarre, die traditionell aufgetrennt und mit Marihuana neu befüllt wird.
- Bodypacking = das Transportieren von Drogen in Körperöffnungen (z. B. im Ausscheidungstrakt oder in der Vagina)
- Bodyload = eine Empfindung der Tastsinne und des Körpergefühls als energetisch aufgeladen beschrieben, welches insbesondere bei Psychedelika auftreten kann, vor allem im ersten Stadium des Rausches, kann mit Übelkeit und Unwohlsein verbunden sein
- Bodystuffing = das Verschlucken von Drogen (Betäubungsmitteln) zum Verbergen derselben
- Bong = Rauchgerät ähnlich einer Wasserpfeife, jedoch ohne Schlauch, meist für Haschisch
- Booty bump(ing) = rektale Applikation, oft von Methamphetamin oder Kokain bei Chemsex
- Brand = Nachdurst nach Alkoholkonsum
- Braunes, Brown sugar = (verunreinigtes) Heroin
- Breit sein = berauscht sein, oft durch Mischkonsum mit Alkohol
- Bubble = kugelförmig abgepackte Konsumeinheit, findet meist für Kokain und Heroin Anwendung
- Bud = Cannabis Blütenstand
- Buffen = Eine Cannabiszigarette (Joint) rauchen
- Bunkerrauchen = rauchen von Cannabis in einem abgeschlossenen kleinen Raum, damit THC-haltige Atemluft/Rauch nicht entweichen kann
- Bunker = Betäubungsmittel-Versteck

### C
- C = Synonym für Kokain
- Candyflip = zeitnaher Mischkonsum von MDMA und LSD, der eine besondere Wirkung haben soll
- Chalice (auch Wisdom Chalice oder Chillum Chalice) = ist eine Pfeife, die meist von Mitgliedern der Rastafari-Bewegung zum Rauchen von Cannabisprodukten verwendet wird
- Changa/Xanga = rauchbare Form des DMTs (Dimethyltryptamin), welches auf Kräuter aufgebracht wird, oft in Kombination mit MAO-Hemmern
- Checken = Drogen verkaufen oder besorgen (Checker)
- Cheese = Heroin und Schmerzmittel kombiniert
- Chillum = konisches, rohrförmiges Rauchgerät, das durch die Handhöhle geraucht wird; aber auch Bauteil einer Bong
- Clean sein = Drogen nicht mehr einnehmen (meist nur im Bezug auf strafrechtlich erfasste Betäubungsmittel)
- Coffeeshop = Cannabisverkaufsstelle in den Niederlanden
- Coke = Kokain
- Connection = Handelsverbindung zu Drogenhändlern[3]
- Cookie = Keks, häufig mit Cannabisbutter zubereitet
- Couch-Lock = starke, sedierende physische Wirkung von Cannabis
- Crack = Mit Backpulver aufgekochtes Kokain
- Craving = medizinischer Ausdruck für Substanzverlangen[4]
- Crusher = kleine Kräutermühle zum Zerkleinern von Kräuterdrogen (meist Cannabis)
- Crystal = Synonym für Methamphetamin-Hydrochlorid in kristalliner Form[5]
- Cutten (englisch verschneiden) = durch Beimengungen billigster Füllstoffe (Mehl usw.) gestreckte, verschnittene Ware herstellen

### D
- D-IX = eine experimentelle Droge, die zur Vergabe an deutsche Soldaten entwickelt wurde
- Dawamesk = spezielle, cannabishaltige Backware
- Dealen = mit Drogen handeln
- Dealer = im engeren Sinne einen Verkäufer illegaler Betäubungs- und Aufputschmittel, siehe Drogenhandel
- Deep Purple = Begriff für LSD (Englisch „tiefes Purpur“)
- Depri = von Depression, meist psychischer Entzug (runterkommen) von weichen Drogen
- Deutsche Hecke = unpotente, verlaubte und oft ziemlich feuchte Hanf-Pflanzenteile. Meist reich an Blättern (diese enthalten kaum THC).
- Dew = dichtsein, starker Marihuanarausch
- dicht = stark berauscht von Alkohol
- Diaz = Diazepam, ein Beruhigungsmittel, wie Rohypnol
- Dope (von „Doping“ mit Amphetaminen) = Haschisch, seltener Heroin
- Downer = Sedativa, allgemein ruhigstellende Wirkspektren aufweisende Substanzen
- Drauf/Druff = unter dem Einfluss von Drogen stehen (meist ist MDMA bzw. Ecstasy gemeint)
- Dreiblatt = Drehart eines Joints, bei dem drei Blättchen zum Drehen benutzt werden
- Drobs = Drogenberatungsstelle; Drobse sind die Drogenberater
- Drop-out = Studien- oder Schulabbruch
- Drücken = Betäubungsmittel – meist intravenös – spritzen
- Drug-Checking = chemische Analyse von zumeist auf dem Schwarzmarkt gehandelten psychotropen Substanzen
- Drugwipe = Drogenwischtest zum Testen von Personen auf den Konsum von Drogen oder den Kontakt zu diesen
- (einen) durchziehen = Rauchen oder Inhalieren von Drogen, meist eines Joints

### E
- E = Ecstasy
- ECA-Stack = Mischung verschiedener Dopingmittel zum Muskelaufbau beim Body Building
- Edibles = Cannabishaltige Lebensmittel
- Einfahren = Festgenommen und inhaftiert werden oder Konsumieren von chemischen Drogen wie z. B. Ecstasy
- Eimer = Utensil zum THC-Konsum, in der klassischen Form bestehend aus einem Eimer als Behälter, einer bodenlosen Plastikflasche als Rauchkörper und durchsiebter Alufolie als „Kopf“.
- Emma = MDMA bzw. Ecstasy
- Ethnoflip = MDMA & Halluzinogene Pilze (meist Psilocybe-Arten)
- Eve = MDEA
- (auf) ex = siehe auf ex

### F
- Fantasy = GHB / GBL
- Feuerzangenbowle = ein Punsch auf Basis von Rotwein, ein in Rum getränktes, kegelförmiges Zuckerstück wird angezündet, das brennend in die Flüssigkeit tropft
- Fixen = sich Betäubungsmittel, meist Heroin, spritzen
- Fixer = jemand, der sich Heroin spritzt (siehe Heroin#Intravenöser Konsum)
- Fixerbesteck = Konsumutensilien, meist Spritze, Löffel, Streckschlauch und Feuerzeug
- Fixerstube = Drogenkonsumräume, öffentliche Einrichtungen für den hygienischeren und risikoärmeren Konsum harter Drogen
- Flash = plötzlicher Wirkungseintritt insbesondere das Hoch- bzw. Glücksgefühl[6]
- Flashback = umstrittene Nachhallpsychose (Echorausch) nach Drogenkonsum
- Flex = MDPV
- Flugsalbe = Hexensalbe
- Flunnis = Flunitrazepam (Rohypnol)
- Frankfurter Applaus = leichtes Klopfen mit ausgestreckten Fingern auf die Venen im Ellenbogen des anderen Armes – Vorbereitung auf intravenösen Drogenkonsum (speziell Heroin) oder Anspielung hierauf
- Fressflash = Heißhunger nach Marihuanakonsum
- Fusel = unreiner, billiger Alkohol, der meist starke Übelkeit verursacht

### G
- G (englisch ausgesprochen) als Sammelbezeichnung für GHB bzw. GBL
- G (meist deutsch ausgesprochen) = Mengenangabe (1 G = 1 Gramm)
- Ganja = Marihuana
- Glasierte (Pille) = mit LSD betropfte Ecstasy-Pille
- Goldener Schuss = tödliche Überdosis (meist ist Heroin gemeint)
- Good Vibes (von englisch vibrations) = gute, sich ausbreitende Laune, im empathischen Sinne
- Good trip = ein guter Trip (meist LSD)
- Gras = Marihuana
- Grinder = kleine Kräutermühle zum Zerkleinern von Kräuterdrogen (meist Cannabis)
- Grüner Türke = Marokkanisches Haschisch, meist grobes Pflanzenmaterial in den niedrigeren Qualitätsstufen
- Grünes/Grünzeug = Marihuana
- Grow = Aufzucht von Cannabispflanzen
- Growschrank = Vorrichtung zum Pflanzenanbau unter Kunstlicht in Innenräumen
- Growshop = Geschäft, in welchen man Samen und Zubehör zur Cannabisaufzucht erwerben kann
- Gun = (engl. Pistole) Spritze

### H
- H (meist englisch ausgesprochen „äitsch“ [eɪtʃ]) = Heroin
- Hallus = Halluzinationen
- Hängenbleiben = eine drogeninduzierte Psychose erfahren (Meist wird nicht klar zwischen einer temporären, psychotischen Phase und dem deutlich unwahrscheinlicheren Verfallen in einen dauerhaften, psychotischen Zustand unterschieden.)
- Hänger = letzter Zug an einer Zigarette/Joint, bevor diese weggeworfen wird
- Haze = verbreitete, sehr spät reifende Cannabiszuchtsorte
- Headshop = Paraphernalienhandel, vornehmlich für Raucher
- hacke = stark berauscht durch Alkohol
- Hecke = Gras, Marihuana (von minderer Qualität)
- Hek = von hekto, eine 100-Gramm-Haschischplatte
- Hero = Heroin
- High =  Rauschzustand
- Holländischer Joint = Drehart eines Joints, bei dem beim Rauchen weniger Drehpapier geraucht wird, als bei herkömmlichen Joints; auch "inside out" genannt
- Homegrowing = Eigenanbau von Cannabispflanzen (zur Gewinnung von Marihuana)
- Horrortrip = subjektiv negativ oder bedrohlich wahrgenommener Psychedelikarausch
- Hotboxing = rauchen von Cannabis in einem abgeschlossenen kleinen Raum, damit THC-haltige Atemluft/Rauch nicht entweichen kann

### I
- ICE = Methamphetamin, selten auch 4-Methaminorex
- Ice-O-Lator = technische Anwendung der Haschischproduktion mit Eiswasser, bei der dieses fest wird und sich selektiv aussieben lässt
- Indoor-Growing = Kunstlichtpflanzenbau im Innenraum
- inside out = siehe Holländischer Joint

### J
- J = Cannabiszigarette
- Jibbet = Cannabiszigarette, siehe Joint
- Joint = Cannabiszigarette
- Junkie = Drogenabhängiger (meist von Heroin), den die Sucht mehr vereinnahmt als sein restliches Leben (junk = engl. Schrott)
- Jayjay, Jayjo (ursprüngliche Schreibweise Llello) = Kokain

### K
- Katerfrühstück = eine spezielle morgendliche Mahlzeit, welche die Beschwerden eines Katers nach übermäßigem Alkoholkonsum am Vorabend lindern soll
- K-Hole = spezielle Rauscherfahrung bei Konsum einer hohen Dosis Ketamin
- K.-o.-Tropfen (Knockout-Tropfen) = Medikamente, die eine narkotisierende Wirkung haben und therapeutisch als Schlaf- oder Beruhigungsmittel eingesetzt werden
- sich die Kante geben = exzessiver Drogenkonsum
- Kawumm = große Rohrpfeife mit zwei Öffnungen, kann auch zu zweit geraucht werden
- Kater (Alkoholintoxikation) = Nachwirkung übermäßigen Alkoholkonsums
- Käthe (oder Tante Käthe) = Ketamin
- Keta = Ketamin
- Kick = augenblicklich einsetzendes, starkes Rauscherlebnis
- Kief, Feenstaub = hochpotente, pudrige Substanz aus den Trichomen der Hanfpflanze
- Kiffen = Cannabis oder Marihuana rauchen, einen Joint konsumieren[7]
- Kiseru = eine alte japanische Pfeife
- Knaster = umgangssprachlich für rauchbare Pflanzenteile oder Tabak
- Koka, Koks = Kokain
- Königsmischung = Kokain & Amphetamin (bei Cannabis aber auch Gras & Haschisch)
- Kopf (auch: Köppen oder Köpfchen) = Kopf einer Bong, Zug aus einer Bong (Beispiel: „Streu mal ’n Kopf“)
- Kräuter/Kräutermischung = gemeint ist die synthetische Droge Spice, deren psychoaktive Wirkstoffe auf Kräuter aufgebracht werden
- Krokodil = Desomorphin, da die grünliche Verfärbung der Haut um die Injektionsstelle herum an eine Krokodilhaut erinnert
- Kugel = oder Kügelchen, siehe Bubble
- Kurzer = Konsumeinheit von rund 2–4 cl eines alkoholischen Getränks
- Kush = Herkunftsort einer bekannten dunklen Haschischsorte

### L
- Lean (auch Purple drank genannt) = Mischgetränk, welches Codein beinhaltet
- Llello (ausgesprochen Yayo/Yeyo) = Kokain[8]
- L-Blatt = mehrere gewöhnliche Zigarettenpapiere oder Longpapers werden L-förmig zusammengeklebt, um einen längeren Joint drehen zu können
- Legal Highs = (teils umstritten) legale Stimulanzien
- Line = linienförmige, zur pernasaler Inhalation bestimmte Ansammlung Kokain, Amphetamin oder Heroin
- Liquid = in destilliertem Wasser oder Alkohol gelöstes LSD
- Liquid Ecstasy = Szenename für 4-Hydroxybutansäure oder γ-Hydroxybuttersäure, kurz GHB (Gamma-Hydroxybuttersäure)
- Longpapers, Longpapes, Longs = das spezielle Zigarettenpapier, das verwendet wird, um einen Joint zu drehen

### M
- Magic mushrooms = halluzinogene Pilze, enthalten Psilocin und Derivate
- Marihuanilla = Sibirisches Herzgespann, eine Pflanzenart in der Familie der Lippenblütler
- Meter = Milliliter (Methadon (Polamidon))
- Meth = ugs. Abkürzung für Methamphetamin (Crystal Meth)
- Metha = Methadon
- Mikros = stecknadelkopfgroßes Kügelchen mit LSD als Wirkstoff auf unterschiedlichen Trägerstoffen
- Mindblaster = überdimensionale Haschzigarette
- Mische = Mischung aus Hanf und Tabak oder ein Mischungsverhältnis aus Trinkalkohol (Ethanol) und Fruchtsäften, Energydrinks oder Erfrischungsgetränken
- Moon Rocks = Mit Haschischöl und Kief ummantelte Cannabisknospen
- Morning Glory = Trichterwinde, deren Samen zerstoßen und gegessen werden
- Murphy = Morphium
- Mutokuane = in Afrika eine Art Tabak aus den getrockneten Blättern der Hanfpflanze

### N
- Nederwiet = Oberbegriff für niederländische Cannabiszüchtungen, teils mit ungewöhnlich hohem THC-Anteil
- Needle Park = Platzspitz in Zürich
- Needle Sharing = das Benutzen von Kanülen und/oder Spritzen durch mehrere Konsumenten
- Nexusflip = Mischkonsum von 2CB und MDMA (Extasy)
- Nikotinflash = schnelles Anfluten der Nikotin-Wirkung im Gehirn (teilweise auch Nikotinschock)[9]
- Nikotinschock = Überdosis an Nikotin, typisch sind wenige Minuten anhaltende Symptome wie Schwindelgefühl und Übelkeit[9]
- Nodden = Halbschlaf, oft opiatinduziert
- Nüsse = Cannabis Samen

### O
- obergärig = Bier bei dessen Herstellung die Hefekolonien nach dem Brauvorgang oben auf dem Brausud schwimmen und abgeschöpft werden können
- Optics = optische Wirkungen einer Droge; seltener spezifischer: Pseudohalluzinationen, meist unter der Wirkung von LSD oder Psyloc(yb)in
- Ot, Ott (von türkisch Ot = Gras, Unkraut) = Bezeichnung für Cannabis
- Outdoor-Growing = illegaler Freilandpflanzenbau; auch Guerilla-Growing

### P
- Packing (englische Aussprache) = ein als Tütchen gefaltetes Papier (Szenetypisches Päckchen), in welchem Portionen von pulverförmigen Rauschmitteln, wie z. B. Heroin, Kokain oder diverse Amphetamine, zum Transport verpackt werden
- Paffen =  beim Rauchen den Rauch nicht in die Lunge ziehen, seltener: Cannabis rauchen, welcher jedoch immer auf Lunge geraucht wird
- Pappe = LSD auf portionsweise perforiertem Löschpapier oder eben Pappe
- Pappmaul = trockener Mund nach Cannabis-Konsum
- Paper = (englisch ausgesprochen), gleich Bedeutung wie Pappe (siehe oben), das heißt LSD
- Papers = (große) Zigarettenblättchen zum Jointbau
- Paras schieben = unter Paranoia leiden
- Party and play = Chemsex
- Peace = PCP, Phencyclidin – zu beachten ist die gleichklingende Bezeichnung Piece für Haschisch. Oft wird diese auch fälschlicherweise oder aus Unwissenheit Peace geschrieben.
- Pep = Amphetamin
- Piece = Stückchen oder Teil (englisch); Stück Haschisch
- Pille = eine Ecstasy- oder Subutex-Tablette
- Pilz = halluzinogene Pilze, enthalten Psilocin u. Derivate
- Pipe = Pur- oder Haschischpfeife
- Platte = gepresstes Haschisch, meist 100 g
- Plombe = in Plastikfolie eingewickelte Portion von pulverförmigen Rauschmitteln, wie z. B.: Heroin (o. a. Kokain), die an einem Ende wie ein Bonbon verdreht und dann über der Flamme eines Feuerzeug verschweißt wird, – hat den Grund, dass die Plomben (in der Regel mehrere) vom Verkäufer im Mund transportiert und im Falle einer Polizeikontrolle (Razzia) hinuntergeschluckt werden können
- Pola = Polamidon, ein sog. Substitutionsmedikament
- Polnische Suppe = dunkelbraune, morphinhaltige Flüssigkeit
- Popcorn = kleinere Cannabis-Blütenstände
- Poppers = Alkylnitrite, wie z. B. Amylnitrit oder Propylnitrit, Lösungsmittel, auch Muskelrelaxans unter Homosexuellen
- Pot = Cannabis, Haschisch
- Psilos = Psilocybinhaltige Pilze
- Pumpe = Injektionsspritze
- pushen = Handeln mit Drogen
- Purple drank (auch Lean genannt) = Mischgetränk, welches Codein beinhaltet

### Q
- Quarzen = Rauchen (von Tabakprodukten oder Cannabis)
- Qualmen = Rauchen
- Quelle = Drogenlabor, Drogenhaupthändler

### R
- Räuchermischung = Tarnname für Spice
- Raketen = LSD-Trips, die mit PCP gestreckt sind
- Rock = Crack, Kokainbase
- Ropies, Ropse, Roiperl (Wienerisch) = Rohypnol-Tabletten
- Roter Libanese = nach libanesischer Art hergestelltes Haschisch
- Rotzen = nasaler Konsum von Amphetamin

### S
- Safer Use = gefahrenvermeidendes Verhalten beim Drogenkonsum
- Safer Sniffing = Verwendung eines eigenen Schnupfröhrchens als Schutz vor Infektionen
- saufen = viel Alkohol konsumieren
- Schädel = Kopf einer Pfeife oder einer Bong
- Schimmelafghane = Haschisch, das mit weißem Schimmel überzogen ist und so angeblich potenter sein soll
- Schmökern/Schmöken[10]/Smöken = Rauchen
- Schmauchen = Rauchen[11]
- Schnelles = Amphetamin
- Schnee = Kokain
- Schwarzer Afghane auch Schwarzes Haschisch = Haschisch-Sorte meist aus Afghanistan
- Session = LSD-Sitzung, anfangs mit einem LSD-erfahrenen „Führer“
- Shillum = Rauchutensil, siehe Chillum
- Shit = Haschisch
- Shore = Heroin
- Shrooms = psilocybinhaltige Pilze, abgekürzt aus "mushroom"
- Sieb(chen) = Siebe für den Pfeifen-, Blubber- oder Eimerkopf
- Siff = altes Bongwasser
- Siffkopf = Beleidigung im Cannabis-Slang
- Sinsemilla = nicht durch männliche Pollen bestäubte, weibliche Cannabisblüten
- Skunk = Cannabiszuchtsorte (ursprünglich Spitzname des Amerikaners, der diese Sorte in Umlauf brachte)
- Slammen oder slamming = intravenöse Applikation von Drogen, wie z. B. Heroin, Methamphetamin oder Kokain
- Smack = Heroin
- Smartshop = Geschäft für nichtkriminalisierte Rauschdrogen, etwa Kräuter oder Pilze
- Sniffing (auch sniefen) = Schnüffeln von Lösungsmitteln; nasaler Konsum von Drogen (z. B. Kokain, Heroin etc.)
- Space-Cookies = Kekse, die Hanf enthalten
- Space-Cakes = Kekse oder kleine Kuchen, die Haschisch enthalten
- Spice = synthetische Cannabinoide aufgetragen auf Kräuter und Pflanzenteile
- Speed = Amphetamin
- Speedball = eine geschnupfte oder intravenös injizierte Kombination von Heroin und Kokain
- Spiegeltrinker = Alkoholiker, der in regelmäßigen Abständen (24h) trinkt, um einen bestimmten Alkoholspiegel aufrechtzuerhalten
- Spliff = Joint; nur mit Marihuana ohne Tabak
- Spliffen = Mit auch neben dem Filter leicht geöffnetem Mund sehr fest und lang an einem Joint ziehen damit der Rauch tiefer in die Lunge vordringt
- Strawberry K = Populäre Form des Betäubungsmittels Ketamin mit Erdbeergeschmack
- Steine = Crack
- Steckies = verengte Pupillen nach Heroinkonsum, auch Zigarettenhüllen
- Sticki = aus kurzen Papes gedrehte Zigarette mit Cannabis, siehe Joint
- Stoff = umgangssprachliche Bezeichnung für Rauschgift
- stoned = (eher sedierter) Rauschzustand von Drogen aus Hanfsorten, siehe Cannabis
- Stoner-Movie = auch Stoner-Film oder Kiffer-Film ist ein Film, deren Handlung sich um den Konsum von Cannabis- oder Haschisch-Drogen dreht oder in dem sie vorkommen
- Strecken, Streckmittel = Drogen vermischen mit anderen, billigeren Substanzen; etwa Lactose in Pulver wie Speed
- Substi = substituierte Person, Empfänger(in) von Methadon, Polamidon oder Subutex, siehe auch Substitutionstherapie
- Sud = Teerrückstände in Pfeifen und Köpfchen, die abgekratzt (entsudet) und geraucht werden
- Suff = Veranstaltung, für die der Konsum von viel Alkohol zentral ist, siehe saufen
- Super Skunk = eine durch Kreuzung gezüchtete Cannabissorte und ein Hybrid aus Cannabis indica und Cannabis sativa

### T
- Talk down = mit jemandem einfühlsam sprechen, die/der einen schlechten Trip erlebt, um ihm/ihr zu helfen
- Teile = Ecstasy-Tabletten
- Thai-H (meist englisch ausgesprochen) = weißes statt wie üblich zimtfarbenes, entweder hochreines Heroin oder gestrecktes Fentanyl
- Ticken = Handeln mit Drogen
- Ticker = Drogendealer
- Ticket = LSD
- Tip = Aus Pappe gedrehter Filter beim Joint
- Trinkspiel = Spiel, für das der Konsum von Alkohol zentral ist
- Trip = psychedelischer Rausch
- Tripsitter = nüchterner Begleiter, der auf den Trippenden aufpasst; vor allem wichtig bei psychedelischen Experimenten
- Tschibuk = türkische Pfeife
- Tüte = Joint/Zigarette konischer Form, meist mit Tabak-Hanfmischung gefüllt
- Turkey (englisch ausgesprochen) = Entzugserscheinungen von Heroin
- Türkisch (rauchen), Türkische Runde = den Rauch so lang in der Lunge behalten, bis der Joint einmal die Runde gemacht hat und man wieder am Zug ist (auch Russisch, Knastrunde oder polnische Runde genannt).

### U
- untergärig = Bier bei dessen Herstellungsvorgang die Bierhefe nach der Gärung auf den Boden des Gärgefäßes absinkt
- Upper = antriebssteigernde, aufputschende Drogen wie Amphetamin, im Gegensatz zu Downern
- User = Konsument

### V
- Vaporizer oder Vaporisator = ist ein Gerät zur Verdampfung von Wirkstoffen.
- Venenkur = Drogentherapie
- verballert sein = exzessiv harte Drogen konsumiert haben
- Verticken = an jemanden Drogen verkaufen
- Vodka-E = Mischungsverhältnis aus Vodka und Energydrinks
- voll = stark berauscht von Alkohol

### W
- Weed = Marihuana
- White Widow = eine Cannabissorte
- Whoonga = Droge auf Basis von Heroin, verkauft oft als Rauchmischung zu Marihuana oder Tabak, enthält verschiedenste Beisetzungen

### X
- XTC = Ecstasy

### Y
- Yaba, Yama = Methamphetamin

### Z
- Zauberpilze = halluzinogene Pilze
- Zauberdunst = PCP
- Zero-Zero = berühmtes marokkanisches Haschisch
- Zettel = LSD auf Papier
- Zivi = Polizeibeamter in Zivilkleidung
- Zuckerl/Zucki = auf einen Zuckerwürfel getropftes LSD

## Weiterführende Literatur
- Holger Harfst: Die Internationale Drogenszene. Der Geheimcode. Über 7000 Begriffe. 1987, ISBN 3-926557-00-1.
- Drogen-Glossar. In: Berndt Georg Thamm, Walter Katzung: Drogen – legal – illegal. Verlag Dt. Polizeiliteratur, Hilden 1994, ISBN 3-8011-0286-6, S. 94 ff.
- Bernhard van Treeck: Das Drogen- und Suchtlexikon. Schwartzkopf & Schwartzkopf, Berlin, ISBN 3-89602-542-2.
- Der Slang der Drogen-Szene. In: Wolfgang Schmidbauer, Jürgen vom Scheidt: Handbuch der Rauschdrogen. 4. Auflage, 1999, ISBN 3-596-13980-5, S. 410 ff.
- Kleines Lexikon der Drogen. In: Brigitte Vetter: Psychiatrie. Ein systematisches Lehrbuch. Schattauer, 2007, ISBN 3-7945-2566-3, S. 328 ff. (Anhang 1).